# Scooby-Doo 2: Monsters Unleashed
Scooby-Doo 2: Monsters Unleashed is een Amerikaanse film uit 2004. De film is een vervolg op de film Scooby Doo en net als zijn voorganger gebaseerd op de gelijknamige animatieserie. De film werd geregisseerd door Raja Gosnell. De acteurs uit de vorige film werkten ook weer mee aan deze film. De film kwam uit op 26 maart 2004.

## Verhaal
Mystery, Inc. – Fred, Daphne, Velma, Shaggy en Scooby-Doo – zijn weer terug in hun thuisstad Coolsville, waar ze als beroemdheden worden onthaald. In het museum is een tentoonstelling met de kostuums van alle schurken die het team in het verleden heeft ontmaskerd. Vergezeld door journalist Heather-Jasper Howe, haar cameraman Ned en andere leden van de pers houdt het team een rondleiding door het museum. Velma lijkt gevoelens te hebben voor de curator, Patrick Wisely.
Die nacht veroorzaakt een blikseminslag een stroomstoring in het museum, waardoor het kostuum van de Pterodactyl Ghost tot leven komt. Shaggy en Scooby versterken de chaos nog meer in hun pogingen het beest te vangen. Dan verschijnt een mysterieuze gemaskerde man die beweert dat Mystery Inc. spoedig verleden tijd zal zijn. Hij springt op de rug van de Pterodactyl Ghost samen met de kostuums van de Black Knight Ghost en de 10.000-Volt Ghost.
De volgende dag bekritiseert Heather de acties van het team op televisie. Shaggy en Scooby geven zichzelf de schuld en zullen het team nu goed helpen. In het lab onderzoekt Velma een scan van de pterodactyl ghost en ontdekt dat het beest niet langer een kostuum is, maar een echt spook. Het team concludeert dat een van hun oude vijanden achter de misdaad zit. De originele Pterodactyl Ghost, Jonathan Jacobo, wordt uitgesloten omdat hij om het leven kwam bij een ontsnapping uit de gevangenis. Het team weet echter dat Jacobo een cel deelde met Jeremiah Wickles, de originele Black Knight.
In het landhuis van Wickles’ voorouders vinden Fred, Velma en Daphne groene voetafdrukken. Shaggy en Scooby ontdekken een uitnodiging voor de Faux Ghost nachtclub. Ze worden echter betrapt door de Black Knight. Velma weet wat de zwakke plek van dit spook is en verslaat hem.
Terug in het hoofdkwartier test Velma de groene voetafdrukken uit en ontdekt dat ze het hoofdingrediënt voor het maken van de monsters bevatten, een substantie genaamd Randomonium. Patrick verschijnt en vraagt Velma mee uit. De groep gaat naar het museum. Shaggy en Scooby besluiten echter naar de nachtclub te gaan. Daar vinden ze Wickles, die hun vertelt dat de criminelen die lid zijn van de nachtclub allemaal spijt hebben van hun oude wandaden. Ze willen echter nog wel wraak nemen op Mystery Inc. Scooby en Shaggy slagen erin de club ongedeerd te verlaten. Ondertussen ontdekt de rest van de groep dat de overige kostuums ook uit het museum zijn gestolen.
Scooby en Shaggy volgen Wickles naar een oud mijnstadje waar ze een van de Skeleton Men ontmoeten. Ook vinden ze er een geheim lab. Wickles wordt gevonden door Fred, Velma en Daphne, die hem ondervragen. Al snel moeten ze concluderen dat Wickles niets met de kostuumdiefstal te maken heeft. In het lab vinden Scooby en Shaggy een aantal drankjes. Ze drinken ervan, waardoor ze beide veranderen in de meest uiteenlopende vormen. Wanneer de drankjes zijn uitgewerkt, voegen ze zich weer bij de rest van het team.
De groep ontdekt de Monster Hive, een kamer waar de monstermaakmachine staat. Velma begint te vermoeden dat Patrick de dader is, maar de andere zijn het hier niet mee eens. Shaggy en Scooby zijn nieuwsgierig en spelen wat met de machine. Zo brengen ze de Zombie, Miner 49er, Captain Cutler en het Tar Monster tot leven. Fred grijpt het controlepaneel van de machine en de groep vlucht weg. Terwijl de monsters langzaam de stad overnemen, gaat Mystery Inc. schuilen in het clubhuis van hun oude middelbare school, waar ze herinneringen ophalen aan hun jongere jaren. Velma komt met het plan om het controlepaneel te herprogrammeren zodat de machine de monsters weer in kostuums zal veranderen.
De groep keert terug naar de mijn, onderweg lastiggevallen door captain Cutler, de Zombie en de Pterodactyl Ghost. Bij de mijn treft het team de Black Knight en de 10.000 Volt Ghost. Shaggy en Scooby schrapen hun moed bijeen en rennen naar Monster Hive, achtervolgd door Miner 49er. Fred en Daphne weten de Black Knight en 10.000 Volt Ghost te verslaan door een paar startkabels aan te sluiten op de Black Knight en hem te elektrocuteren met de stroom van het 10.000 volt ghost. Velma valt in een gat en vindt daar een altaar gewijd aan Jonathan Jacobo. Patrick is er ook aanwezig. Hij wordt gevangen door de Pterodactyl Ghost, wat hem van de verdachtenlijst schrapt. Shaggy en Scooby kunnen Miner 49er van zich afschudden, maar komen een nieuw monster tegen: de Cotton Candy Glob. Maar in plaats van weg te rennen eten ze hem op.
De hele groep komt weer bijeen in Monster Hive, waar het Tar Monster hen vangt. Scooby kan het Tar Monster bevriezen met een brandblusser, waarna hij het omgebouwde controlepaneel weer op zijn plek zet. De machine wordt geactiveerd en verandert alle monsters terug in kostuums.
De gemaskerde man die achter alles zat wordt gevangen en ontmaskerd. Het blijkt toch Jonathan Jacobo te zijn, die blijkbaar niet om het leven is gekomen zoals iedereen dacht. Heather-Jasper Howe was eveneens een alter ego van Jonathan, dat hij gebruikte om de reputatie van Mystery Inc. te schaden. Jonathan en Ned worden gearresteerd, waarna het team hun overwinning viert.

## Rolverdeling
| Acteur                | Personage                      | Opmerkingen |
| --------------------- | ------------------------------ | ----------- |
| Freddie Prinze jr.    | Fred Jones                     |             |
| Sarah Michelle Gellar | Daphne Blake                   |             |
| Matthew Lillard       | Norville "Shaggy" Rogers       |             |
| Linda Cardellini      | Velma Dinkley                  |             |
| Neil Fanning          | Scooby-Doo                     | stem        |
| Seth Green            | Patrick Wisely                 |             |
| Peter Boyle           | Jeremiah Wickles               |             |
| Tim Blake Nelson      | Professor Jonathan Jacobo      |             |
| Alicia Silverstone    | Heather Jasper Howe            |             |
| Ruben Studdard        | Zichzelf                       | cameo       |
| Kevin Durand          | de Black Knight                |             |
| Bob Papenbrook        | de Black Knight                | stem        |
| Terrence Stone        | 10 000 volt ghost              | stem        |
| Dee Bradley Baker     | 10 000 volt ghost              | stem        |
| Dee Bradley Baker     | Skeleton Man                   | stem        |
| Wally Wingert         | Skeleton Man                   | stem        |
| C. Ernst Harth        | Miner 49er                     |             |
| Michael J. Sorich     | Tar Monster, Cotton Candy Glob | stem        |
| Michael J. Sorich     | Cotton Candy Glob              | stem        |
| Bill Meilen           | chauffeur                      |             |

## Achtergrond

### Monsters
De monsters in de film zijn allemaal overgenomen uit de klassieke animatieseries.
- Professor Jonathan Jacobo: de originele Pterodactyl Ghost en de hoofdschurk uit de film.
- The Pterodactyl Ghost: de geest van een overleden pterodactylus en het oude alter ego van Dr. Jonathen Jacobo tot hij werd gevangen door Mystery Inc. Het eerste monster in de film dat tot leven komt. Kwam oorspronkelijk voor in de aflevering Hang in There, Scooby-Doo van de serie The Scooby-Doo Show.
- The Black Knight Ghost: de geest van een middeleeuwse ridder, ontmaskerd tijdens Mystery Inc.’s eerste zaak (te zien in de aflevering What a Night for a Knight van Scooby-Doo, Where Are You!). Hij rijdt op een spookpaard en vecht met een zwaard.
- The 10.000-Volt Ghost: een groot oranje spook dat elektriciteit kan manipuleren. Hij is in de film veel groter dan in de serie. In de serie was hij te zien in de aflevering Watt A Shocking Ghost van The Scooby-Doo Show. Kan ook door elektriciteitskabels reizen.
- Skeleton Men: een paar komische cycloopskeletten die meer geïnteresseerd zijn in onderlinge rivaliteit dan in het bevechten van Mystery Inc. Ze kunnen verschillende vormen aannemen en zelfs combineren tot 1 geheel.
- The Zombie: een zombie met een bochel en grote handen. Hij kan slijm op zijn tegenstanders spuwen. Hij verscheen voor het eerst in de aflevering Which Witch is Which van Scooby-Doo, Where Are You!.
- Captain Cutler's Ghost: de geest van een diepzeeduiker. Hij heeft een duikershelm op waar een groene gloed uit komt, en is gewapend met een speerpistool. Hij kwam oorspronkelijk voor in de aflevering A Clue For Scooby Doo van de serie Scooby-Doo, Where Are You!.
- Miner 49er: de geest van een goudzoeker. Hij is gewapend met een pikhouweel en kan vuur uitboeren. Is overgenomen uit de aflevering Mine Your Own Business van de serie Scooby-Doo, Where Are You!.
- The Tar Monster: een groot monster gemaakt van teer met een groot oog in het midden van zijn gezicht. Zijn vloeibare lichaam kan elke vorm aannemen en tegenstanders gemakkelijk vangen. Is overgenomen uit de aflevering The Tar Monster van de serie The Scooby-Doo Show.
- Cotton Candy Glob: een monster gemaakt van suikerspin. Dit monster is er voor de film bijbedacht en werd niet eerder gezien in een van de animatieseries. Scooby en Shaggy komen dit monster tegen, maar gezien hun liefde voor snoep eten ze hem op in plaats van weg te rennen.

Andere kostuums die in de film worden gezien zijn:
- Chickenstein
- The Creeper
- Ozark Witch
- The Ghost of Captain Cutler
- Redbeard's Ghost
- Zentuo
- The Headless Horseman of Halloween
- Ghost Clown
- Spooky Space Kook
- The Phantom of Milo Booth
- Merlin's Ghost
- The Rambling Ghost
- Giggling Green Ghost
- The Ghost of Dr.Coffin
- The Viking Ghost
- The Highland Ghost
- The Ghost of Mr.Hyde
- Witch Doctor
- The Mermaid

### Filmmuziek
1. Don't Wanna Think About You – Simple Plan
2. You Get What You Give – New Radicals
3. Boom Shack-A-Lack – Apache Indian
4. We Wanna Thank You (The Things You Do) – Big Brovaz (UK theme song – bonus track)
5. The Rockafeller Skank – Fatboy Slim
6. Wooly Bully – Bad Manners
7. Shining Star – Ruben Studdard
8. Flagpole Sitta – Harvey Danger
9. Get Ready for This – 2 Unlimited
10. Play That Funky Music – Wild Cherry
11. Here We Go – Bowling for Soup
12. Love Shack – The B-52's
13. Friends Forever – Puffy AmiYumi

## Prijzen/nominaties
Scooby-Doo 2: Monsters Unleashed werd genomineerd voor 3 prijzen, waarvan hij er 1 won.
Gewonnen:
- 2005 – de Golden Raspberry Award voor slechtste vervolg

Enkel genomineerd:
- 2004 – de Golden Trailer voor Best Animation/Family
- 2005 – de Taurus Award voor “Best Overall Stunt by a Stunt Woman” (Melissa R. Stubbs)

## Trivia
- Oorspronkelijk zou Scooby bij het drinken van de drankjes in het lab veranderen in zijn cartoonversie. Deze grap werd echter uit het scenario geknipt.
- De originele Scooby-Doo aflevering waarin de Pterodactyl Ghost voorkwam bevatte een heel andere schurk en plot dan de film suggereert.
- Een Nederlandse tagline voor de film was: “de monsters gaan los, en de speurders zijn de klos”.